# 佛得谷
佛得谷（Verde Vallis）是火星示巴湾区的一条古河谷，其中心坐标位于南纬0.5度、西经330.2度处，全长133公里长，以美国亚利桑那州一条河流的名称命名，2000年被国际天文联合会正式接受.

## 另请查看
- 火星地质
- 火星水文